# Mistrovství světa ve vodním slalomu 1989
Mistrovství světa ve vodním slalomu 1989 se uskutečnilo na řece Savage  USA v Garrett County Marylandu pod záštitou Mezinárodní kanoistické federace. Jednalo se o 21. mistrovství světa ve vodním slalomu.

## Muži

### Kánoe
| Závod       | Zlato                                                                                                | Body   | Stříbro                                                                                                   | Body   | Bronz | Body   |
| C1          | Jon Lugbill (USA)                                                                                    | 205.04 | David Hearn (USA)                                                                                         | 217.01 | Thierry Humeau (FRA)                                                                                       | 226.52 |
| C1 družstvo | USA Jon Lugbill David Hearn Jed Prentice                                                             | 242.50 | Francie Thierry Humeau Jacky Avril Thierry Lepeltier                                                      | 263.21 | Jugoslávie Borut Javornik Jože Vidmar Boštjan Žitnik                                                       | 288.80 |
| C2          | Západní Německo Frank Hemmer Thomas Loose                                                            | 237.55 | Československo Jan Petříček Tomáš Petříček                                                                | 243.21 | Francie Emmanuel del Rey Thierry Saidi                                                                     | 248.54 |
| C2 družstvo | Francie Emmanuel del Rey a Thierry Saidi Michel Saidi a Jérôme Daval Gilles Lelievre a Jérôme Daille | 286.72 | Československo Jiří Rohan a Miroslav Šimek Jan Petříček a Tomáš Petříček Miroslav Hajdučík a Milan Kučera | 297.76 | Západní Německo Frank Hemmer a Thomas Loose Frank Becker a Martin Fröhlke Stephan Bittner a Volker Nerlich | 333.52 |

### Kajak
| Závod       | Zlato                                                  | Body   | Stříbro                                               | Body   | Bronz                                                       | Body   |
| K1          | Richard Fox (GBR)                                      | 198.61 | Gilles Clouzeau (FRA)                                 | 203.28 | Jernej Abramič (YUG)                                        | 203.39 |
| K1 družstvo | Jugoslávie Jernej Abramič Marjan Štrukelj Albin Čižman | 228.05 | Itálie Marco Caldera Pierpaolo Ferrazzi Ettore Ivaldi | 232.77 | Západní Německo Michael Seibert Thomas Hilger Martin Hemmer | 238.28 |

## Ženy

### Kajak
| Závod       | Zlato                                                                        | Body   | Stříbro                                              | Body   | Bronz                                                                    | Body   |
| K1          | Myriam Jerusalmiová (FRA)                                                    | 234.80 | Dana Chladeková (USA)                                | 238.98 | Cathy Hearnová (USA)                                                     | 244.20 |
| K1 družstvo | Francie Myriam Jerusalmiová Marie-Françoise Grange-Prigentová Anne Boixelová | 271.67 | USA Dana Chladeková Cathy Hearnová Jennifer Stoneová | 292.54 | ČeskoslovenskoZdenka Grossmannová Štěpánka Hilgertová Marcela Hilgertová | 327.70 |

## Medailové pořadí zemí
| Pořadí | Země               | Zlato | Stříbro | Bronz | Celkem |
| ------ | ------------------ | ----- | ------- | ----- | ------ |
| 1      | Francie            | 3     | 2       | 2     | 7      |
| 2      | USA                | 2     | 3       | 1     | 6      |
| 3      | Západní Německo    | 1     | 0       | 2     | 3      |
| 3      | Jugoslávie         | 1     | 0       | 2     | 3      |
| 5      | Spojené království | 1     | 0       | 0     | 1      |
| 6      | Československo     | 0     | 2       | 1     | 3      |
| 7      | Itálie             | 0     | 1       | 0     | 1      |
| Celkem | Celkem             | 8     | 8       | 8     | 24     |